# 조지 버클리

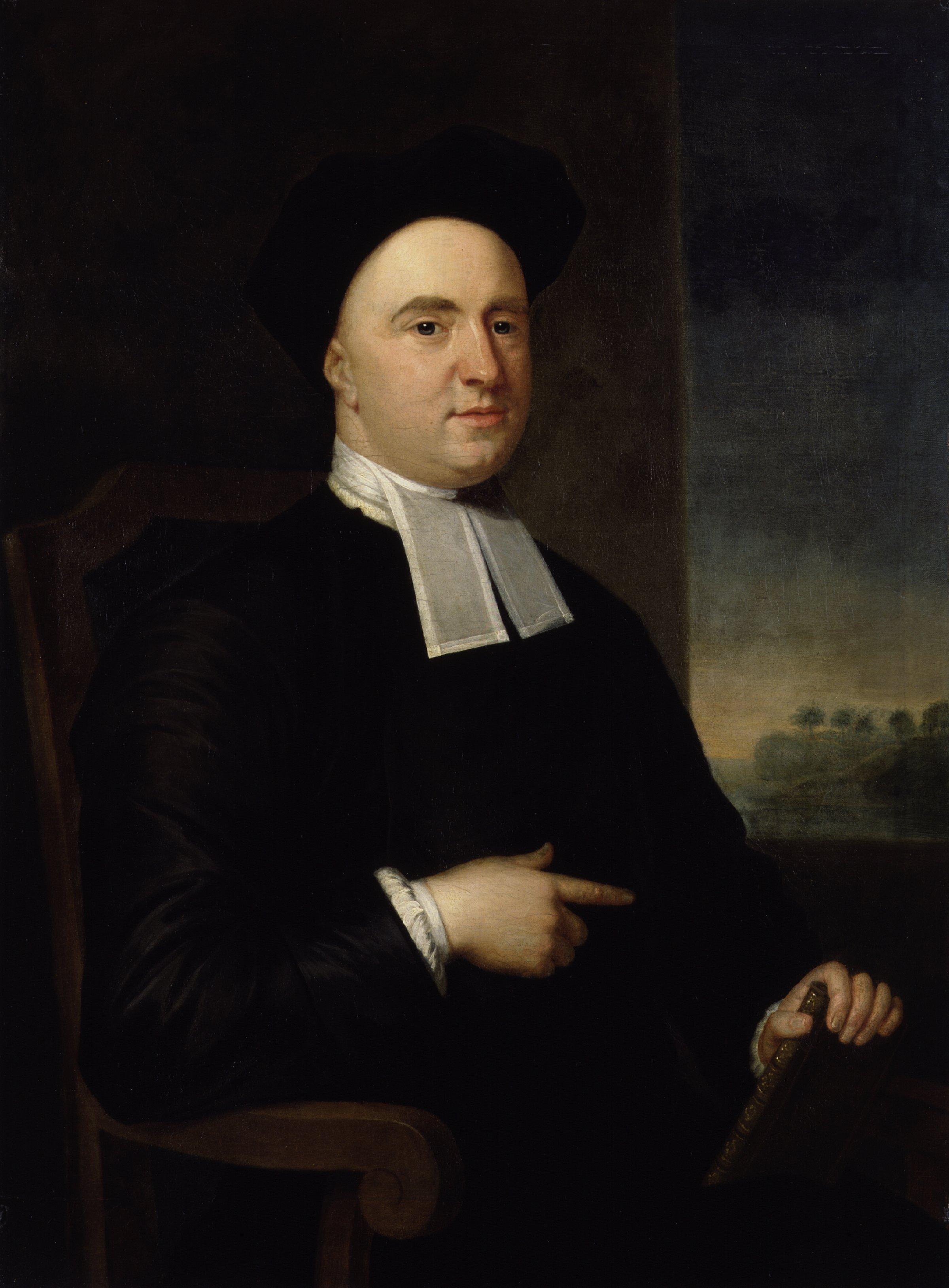
조지 버클리

조지 버클리(영어: George Berkeley 조지 바클리[*], 영국식 영어 발음: /ˈbɑːrkli/, 1685년 3월 12일 ~ 1753년 1월 14일)는 아일랜드의 철학자이자, 성공회 주교이다.
버클리의 철학은 우리가 지각하는 것만이 실체이며, 지각하지 못하는 것의 실체는 없다는, "존재하는 것은 지각되는 것이다(Esse est percipi)"라는 명제로 요약될 수 있는 극단적인 경험론에 속한다. 대학교에서 교양과목으로 철학을 가르치는 철학자들은 경험론 철학자들중 한 분으로 조지 버클리 주교를 소개하고 있다.

## 경험론 철학
인간이 세상을 어떻게 지각하는지에 관심을 가지고 연구한 끝에 1709년 발표한 《새로운 시각 이론에 관한 시론》(An Essay Towards a New Theory of Vision)으로 처음 주목을 받았다. 당시에는 많은 논란을 불러일으켰지만 오늘날 그의 결론은 기초적 광학이론의 일부분으로 받아들여지고 있다.
기본적으로 그 이론은 물질적인 것은 없고, 오직 정신적인 사건과 그것을 지각하는 사고방식이 있을 뿐이라는 것이다. 그가 쓴 글 중에서 가장 널리 읽히는 것은 《인간 지식의 원리론》(Treatise Concerning the Principles of Human Knowledge, 1710)와 《하일라스와 필로누스가 나눈 대화 세 마당》(Three Dialogues between Hylas and Philonous, 1713)이 있다. 여기서 필로누스(Philonous)는 "정신을 사랑하는 사람"(lover of the mind)의 뜻으로, 버클리 자신을 나타낸다. 1734년, 그는 이후 수학 발전에 영향력을 크게 끼쳤던, 과학의 기초에 대한 비평인 《The Analyst》를 출판했다.

## 생애

### 교육
조지 버클리는, 아일랜드 토머스타운 근처에 있는 다이저트 성에서 태어났으며, 버클리 귀족가문의 막내이었던 윌리엄 버클리의 큰아들이었다. 그는 킬케니 칼리지에서 교육을 받았고, 더블린에 있는 트리니티 칼리지(Trinity College, Dublin)에서 1707년 석사학위를 끝마쳤다. 학위를 마친 후에도 그 학교에 남아 있으면서 그리스어 강사로 일했다. 그가 영국을 방문한 후, 곧 그는 애디슨, 포프, 그리고 스틸이 속한 모임에 속하게 되었다.

#### 광학
처음 출판한 것은 수학적인 내용을 다룬 것이었으나, 그가 세간의 주목을 받게 된 것은 《시각에 대한 새로운 이론을 위한 소론》(Essay towards a New Theory of Vision)을 1709년에 출간하면서부터였다. 당시 그의 이론은 많은 논쟁을 일으켰으나, 오늘날에는 광학 이론에서 그의 결론은 확실하게 인정받는다.

#### 철학
이어 1710년 《인간 지식의 원리론》(Treatise concerning the Principles of Human Knowledge)을 펴냈고, 1713년 《힐라스와 필로누스의 대화》(Dialogues between Hylas and Philonous)를 출간했다. 출간된 저작에서 그는 자신의 철학 체계를 제의했는데, 그 체계를 이루는 핵심적인 원리는 '우리의 감각이 재현하는 세계가 지각되는 그것의 존재에 의존한다'는 것이다. 이 이론의 '원리'는 설명과 '대화'의 답변을 제공한다. 그의 이론이 지닌 주요한 목적 중 하나는 당시 우세했던 유물론에 맞서 싸우는 것이었다. 그 이론은 비웃음거리가 되어 널리 알려졌지만, 클라크 박사(Dr. S. Clarke)같은 몇몇은 그를 천재로 여겼다.
1714년에서 1720년 사이에 여행을 하면서, 그는 자신의 학문적인 노력을 유럽 곳곳에서 인정받게 되었다. 1721년 그는 성공회 사제로 서품을 받았고, 신학박사 학위를 취득했으며, 또 다시 더블린에 있는 트리니티 칼리지에 남아 신학과 히브리어를 강의했다. 1724년 그는 데리의 총사제로 임명되었다.

### 식민지 선교
1725년 그는 식민지에서 활동할 성직자를 훈련시키기 위한, 칼리지를 영국 식민지인 버뮤다에 설립하는 계획을 세웠다. 조지 버클리는 자신이 아메리카 원주민 선교에 봉사하기 위해서, 당시 그의 총사제라는 성직이 보장한 1,100 파운드의 노동소득을 포기하고, 노동소득이 100 파운드에 불과한 아메리카 지역 선교사가 되어 영국을 떠나 미국으로 갔다. 그는 로드 아일랜드, 뉴포트 근처에 상륙하여, 그곳에서 플랜테이션 농장을 사들이고 유명한 "화이트홀"이란 집을 지었다. 1730년 10월 4일, 버클리는 "14살쯤 된 필립이라는 이름의 흑인노예"를 샀고, 며칠 후에는 "20살쯤 된 에드워드라는 이름의 흑인노예"를 샀다. 1731년 6월 11일 총사제인 버클리는 세 명의 노예, 즉 "필립, 안토니, 그리고 아그네스 버클리에게 세례를 주었다. (이 노예문서는 대영박물관에서 발견됨, 조지 메이슨, Annals of Trinity Church, 1698-1821, 51)

#### 설교
버클리의 설교는 왜 식민지에서 기독교가 노예를 지원해야 하는지, 다른 한편으로 노예들은 왜 기독교인이 되어 세례를 받아야 하는지를 설명했다. "사람을 기쁘게 하기 위해 일하는 노예보다 오직 한 마음으로 하느님을 두려워하는 노예를 두는 것이, 육으로는 그의 주인에게 모든 것을 순종해야 하는 노예를 갖는 노예 주인들에게 이득입니다. 복음의 자유는 일시적인 노예상태와 일치합니다. 노예는 오직 기독교인이 될 때에만 좀 더 나은 노예가 될 수 있습니다." (버클리, 제안, 347. 뉴포트에서 한 그의 설교를 보라, 1729년 10월 설교).

#### 성공회 주교
그는 그가 세울 학교를 위한 자금 지원을 기다리면서 농장에서 살았다. 그러나 자금은 지원되지 않았고 결국 그는 1732년 런던으로 돌아왔다. 1734년 그는 클로인의 주교로 임명되었다. 그 후 곧 그는 《알치프론, 또는 세심한 철학자》(Alciphron, or The Minute Philosopher)를 출간했고, 새프츠베리의 사상에 관심을 가졌다. 1734-37년에 《질문자》(The Querist)를 펴냈다. 그의 마지막 간행물은 《시리우스》(Siris)와, 타르-물에 대한 의학적 가치를 다룬 논문인 《타르-물에 대한 깊은 생각》(Further Thoughts on Tar-water)이다.

#### 은퇴
그는 클로인에 1752년까지 남아 있다가, 은퇴한 이후에는 옥스포드에서 아들과 함께 살았다. 그의 다정다감한 성격과 온화한 태도로 인해 사람들은 그를 좋아했다.

## 철학 분야의 업적
아일랜드에서 태어난 버클리는 그의 이론에 있어서 가장 극단적인 경험주의(Empiricism)를 추구했다. 젊은 시절, 버클리는 '우리가 인식하는 대상은 정확히 그들이 감지되는 만큼 존재한다'는 것을 이론화했다. 인식되는 대상은 오직 존재하는 대상이기 때문에, 객관적인 지식은 가능하다. '인식되는 대상의 실체인 "진짜" 대상은 없다'. 인식의 원인이 되며 '우리의 인식을 "넘어서는" "진짜"대상("물질")은 없다'. 존재하는 모든 것은 우리가 인식하는 대상이며, 그것이 실제 대상이다. '우리가 인식하는 대상만이 존재하는 대상이기 때문에, 대상은 정확하게 그것이 드러난 것 자체이다'. 만약 우리가 "진짜" 또는 "물질적인" 대상의 모든 것을 말할 필요가 있다면(후자의 경우는 버클리가 해결하려고 애썼던, 특별히 혼란스러운 용어이다), 그것은 물건의 명칭들이 배타적으로 지시하는 것으로 '인식되는 대상'이다.
이 주장은 다음과 같은 질문을 하게 만든다. 이 인식된 대상은 다른 사람들에게도 "동일한" 존재의 감각에서 "물질적인" 것인가? 즉, 그들의 개인적인 인식을 넘어서, 다른 인간 존재들의 개념에서조차 타당한지 것인지가 사실 의문이라는 것이다. 버클리는 이 질문에 대해 이렇게 대답한다. 그들이 그에게 말하는 식의 "다른 사람들의 개인적인 경험"은 그 자신의 활동에서 처음 창조된 것이 아니며, 그들은 자신들의 세계관이 그의 경험과 일치한다는 것을 배운다. 따라서 사람은 자신의 존재와 세계가 모든 이들과 동일하거나 비슷한 것이라고 믿을 수 있다는 것이다.
버클리에게 있어서 세상 모든 것은 관념적이다. 제 일원인이 되는 지성 밖에서는 존재하지 않는다. 감각은 외부의 물체에 의해서 기인하지 않는다. 그 물체들은 하느님의 지성에 있는 관념들이다.
다음과 같은 내용이 뒤따른다:
- 경험적인 세계의 지식은 오직 직접적인 인식을 통해 획득된다.
- 착오는 개인들이 인식하는 것에 관한 생각을 통해서 일어난다.
- 사람, 사물, 그리고 그들을 둘러싼 작용에 대한 경험적인 세계의 지식은, 그들의 순수한 인식들로부터, 단지 그것의 언어와 함께 모든 관념을 제거함으로써만 완전해지고 정화될 수 있을 것이다.

위의 내용으로부터 다음과 같은 내용이 뒤따른다:
- 과학적인 지식의 이상적 형태는 순수한, 지식화되지 않은 인식들을 추구함으로써 획득된다.
- 만약 개인들이 이것을 추구한다면, 우리는 자연적인 세계와 인간 관념의 세계 그리고 인간에게 유용한 작용에 대해 깊이있는 통찰들을 얻을 수 있을 것이다.
- 그러므로 모든 과학의 목표는 비(非)지식화 또는 비(非)개념화이며 그러한 노력의 결과는 순수한 인간의 인식들이다.

신학적으로, 버클리 견해의 한 결론은, 사람들이 신에게 우리의 모든 경험들의 즉각적인 원인으로 임재해 달라고 요청한다는 것이다. 신은 대학교 뜰에 있는 나무의 성장을 유도하며 시간의 충만 속에 거하는, 뉴턴 이론적 기계의 멀리 떨어진 기획자가 아니다. 오히려 나의 나무에 대한 인식은, 신의 정신이 나의 정신 속에 만들어 낸 하나의 관념이다. 그리고 신은 모든 것을 인식하는 무한한 정신이기 때문에, "아무도" 그 곳에 없을 때까지 나무는 뜰에 존재하기를 계속한다.
객관성과 인과 관계에 관한 데이비드 흄의 철학은, 버클리 철학의 또다른 국면에서 나온 역작이다. 버클리의 사상이 진보함에 따라, 그의 저서들은 점점 플라톤적인 성격을 지니게 되었다. 특별히 '시리우스'는 초기 저서에서는 찾아볼 수 없는, 깊고 난해하며 명상적인 형이상학에 대한 관심을 보인다. 그러나 20세기의 탁월한 버클리 학자인 루스(A.A. Luce)는 지속적으로 버클리 철학의 연속성을 강조한다. 오직 작은 변화가 나타난 개정판이 발행되었고, 버클리가 그의 일생에 걸쳐 그의 주요한 저서들로 되돌아갔다는 사실은, 또한 그가 중요한 변화를 감행한 것으로 보는 어떠한 이론도 반박한다.
한 세기가 지난 후에 버클리의 사고실험은 로날드 녹스(Ronald Knox)에 의해, 오행속요의 형태로 요약되고 답변되었다.
거기에는 이런 말을 하는 젊은 남자가 있었네
- "하느님은
- 뜰에 아무도 없을 때에도
- 나무가 존재하기를 계속해야한다는 것을
- 매우 기묘하게 아셔야만 한다."
- "선생님께: 당신의 놀라움은 이상하군요.
- 저는 항상 뜰에 있어요.
- 그리고 그것이 나무가
- 주목을 받을 때까지
- 존재하기를 계속해야하는 이유이지요.
- 이만줄입니다. 하느님으로부터"

버클리의 철학을 언급하며, 사무엘 존슨 박사(Dr. Samuel Johnson)는 무거운 돌을 발로 차면서 "나는 그것을 이렇게 논박합니다!"라고 주장했다. 철학적인 경험주의자는 사무엘 존슨박사가 그의 귀로 듣고 그의 발로 느끼며 그의 눈으로 보는 것인 돌을 알고 있었다고 대답할 것이다. 그것이 바로 사무엘 존슨 박사의 인식이 배타적으로 이루어낸 돌의 존재이다. 그것은 존슨박사가 실제로 평소와 다르게 나무의 회색빛 그루터기를 걷어차거나 또는 그가 돌 위에 그려진 그림 속에 있는 잔디 한 움큼을 아무렇게나 걷어찼을 때, 아마도 관절염의 갑작스런 공격이 거세게 타오르는 것이다. 돌이 실제로 무엇이든간에, 그가 느낀 감각은 별개의 문제라고 하더라도, 그가 인식한 개념이나 정신적인 그림은 그에게 완전히 알려지지 않았다. 궁극적으로 그의 마음에 있는 개념으로서, 걷어 차여진 돌이 존재했고, 그 이상도 그 이하도 아니었다.
버클리는 대화들에서 우리가 그것의 기본적이고 부차적인 질(質)적 측면에 의해 대상을 정의한다고 말함으로써 이것을 보여준다. 그는 부차적인 질(質)의 예로 다음의 것을 채택하였다. 만약 당신이 한 손으로 차가운 물을 담은 양동이를 들고 있고 당신의 다른 손으로 따뜻한 물이 담겨있는 양동이를 든 후에 양손으로 미적지근한 물을 들면, 당신의 손 중 하나는 당신에게 물이 차갑다고 말하고, 당신의 나머지 손은 물이 뜨겁다고 말할 것이다. 버클리는 두 가지 다른 대상(당신의 손들)이 물을 뜨겁거나 차갑다고 인식하기 때문에 그 온도는 물의 질이 아니라고 말한다.
기본적인 질(質)은 같은 방식으로 다루어진다. 버클리는 크기가 대상의 질이 아니라고 말한다. 왜냐하면 대상의 크기는 대상과 관찰자 사이의 거리나 관찰자의 크기에 의존하기 때문이다. 대상은 다른 관찰자에 따라 다른 크기이기 때문에 크기는 대상의 질이 아니다. 버클리는 모양도 같은 논리로 논박하였고, 다음과 같이 물었다."만약 기본적인 질이나 부차적인 질 모두 물체의 것이 아니라면, 어떻게 우리는 우리가 관찰하는 질 이상의 무엇이 있다고 말할 수 있겠는가?"
버클리의 《인간 지식의 원리론》(Treatise Concerning the Principles of Human Knowledge)이 출판되기 3년 전, 아서 칼리어(Arthur Collier)는 버클리의 책과 유사한 주장을 담은 《Clavis Universalis》를 출판했다. 그러나 그것이 두 저자들 사이에 별다른 영향을 주지는 않은 것으로 보인다.
독일 철학자 아서 쇼펜하우어는 그의 글에서 이렇게 적었다. "그러므로 버클리는 최초로 주관적인 시작점을 정말로 진지하게 취급했고, 그것의 절대적인 필요성을 반박할 수 없게 논증했다. 그는 유심론의 아버지이다…"

## 해석자 논쟁
철학에 대한 그의 공헌에 덧붙여서, 비록 간접적인 감각에서 그런 것이라 할지라도 버클리 주교는 수학의 발달에 있어서도 매우 영향력 있는 인물이었다. 1734년 그는 해석자(The Analyst)라는 책을 출판했고, 그 책의 부제는 《믿음이 없는 수학자에게 보내는 설교》(A DISCOURSE Addressed to an Infidel Mathematician)로 붙였다. 비록 그 설교가 뉴턴이 죽은 해인 1727년 이후에 보내졌지만, 의문에 휩싸인 믿음이 없는 수학자는 에드먼드 핼리(Edmond Halley) 이거나 아이작 뉴턴(Isaac Newton)으로 생각되어 왔다. 《해석자》는 미적분학의 원리와 근거에 대한 직접적인 공격을 담고 있는데, 특히 미분의 개념과 뉴턴과 라이프니츠가 발달시킨 미적분학의 순열을 다루었다.
버클리는 미적분학에 대한 그의 비판을, 뉴턴적 기계론의 종교적 적용에 맞서는 그의 광범위한 운동의 일부로 간주했다. 즉 이신론(Deism)에 맞서 기독교 전통을 방어하는 것으로, 이신론은 신을 그의 경배자로부터 멀리 떨어져있는 것으로 설정하는 경향을 지닌다.
논쟁의 결과로 내려진 결론 덕택에, 미적분학의 기초는 극한을 사용하여 좀 더 많이 형식을 갖추고 논리적으로 근거를 확보한 형태로 다시 쓰여졌다. 1966년이 되어서야 아브라함 로빈슨의 책 《표준적이지 않은 해석》(Non-standard Analysis)의 출판과 함께, 무한소의 개념을 엄밀하게 할 수 있었고, 그로 인해서 버클리가 뉴턴의 원래 접근에서 발견했던 어려움들을 극복하는 대안적인 방법이 제공 되었다.

## 같이 보기
- 유아론

## 참고 문헌

### 1차 문헌
- Ewald, William B., ed., 1996. From Kant to Hilbert: A Source Book in the Foundations of Mathematics, 2 vols. Oxford Uni. Press.
- 1707. Of Infinites, 16–19.
- 1709. Letter to Samuel Molyneaux, 19–21.
- 1721. De Motu, 37–54.
- 1734. The Analyst, 60–92.

### 2차 문헌
- Cousin, John William (1910). A Short Biographical Dictionary of English Literature. London, J.M. Dent & sons; New York, E.P. Dutton.
- Stanford Encyclopedia of Philosophy: George Berkeley by Lisa Downing.
- R.H. Nichols and F A. Wray (1935). The History of the Foundling Hospital. London: Oxford Univ. Press. p. 349.
- John Daniel Wild (1962). George Berkeley: a study of his life and philosophy. New York: Russell & Russell.